# Kościół Najświętszej Maryi Panny Łaskawej w Zadorożu
Kościół Najświętszej Maryi Panny Łaskawej w Zadorożu – kościół parafialny we wsi Zadorożu na Białorusi, w obwodzie witebskim. Budynek znajduje się w granicach wsi Mniuta 2.

## Historia
Poprzedni drewniany kościół spłonął w Wielkosobotnią noc 1902 roku. W latach 1907–1910 wybudowano nowy kościół z cegły. 26 października 1910 r. został poświęcony przez inicjatora budowy proboszcza ks. Antoniego Walentynowicza. Przy kościele znajduje się kilka grobowców, m.in. ks. Jana Litwińskiego, proboszcza parafii w latach 1950-56.

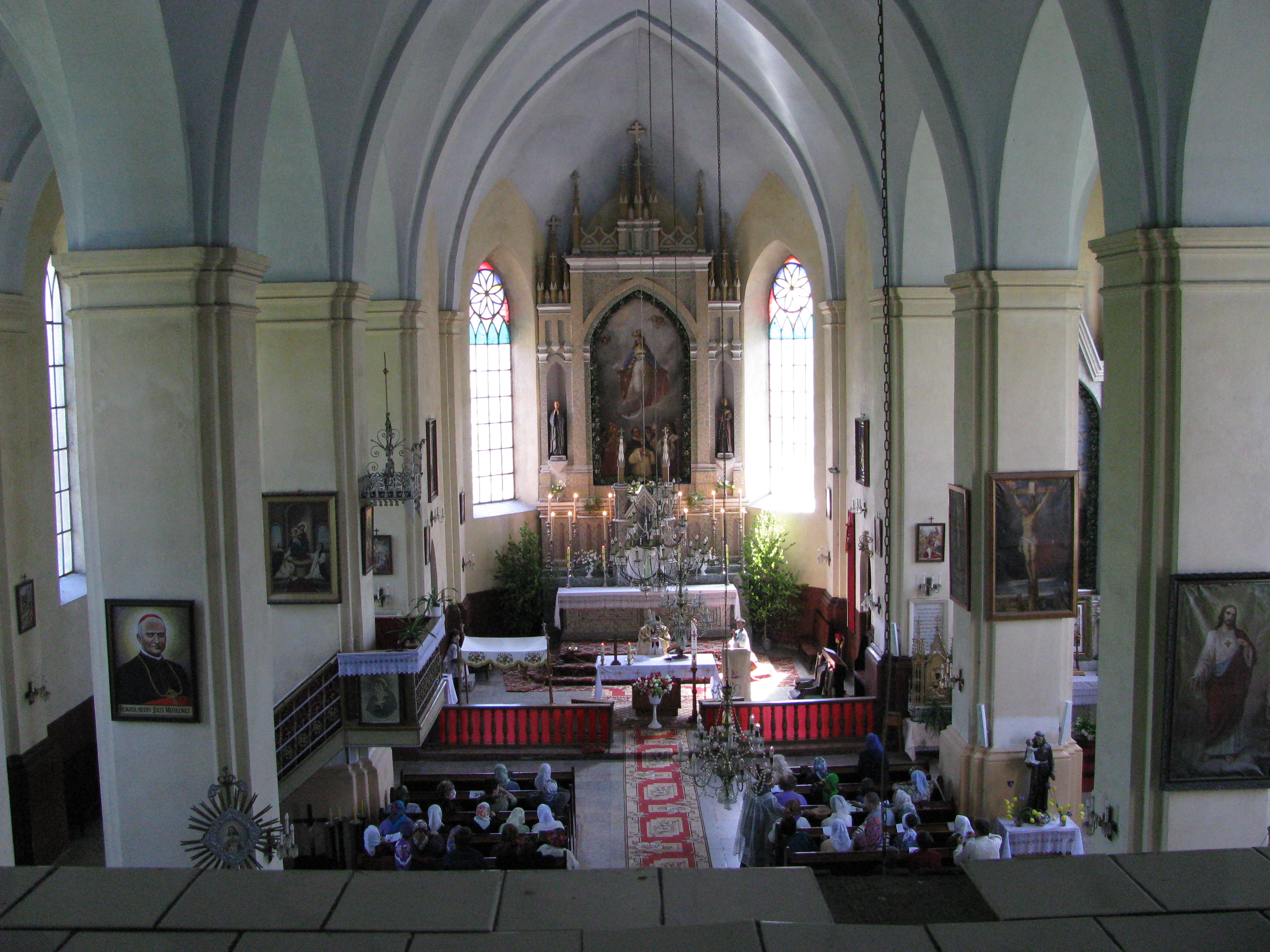
Wnętrze kościoła